# The Mind the Paint Girl (film)
The Mind the Paint Girl er en amerikansk stumfilm fra 1919 af Wilfrid North.

## Medvirkende
- Anita Stewart som Lily Upjohn / Lily Parradell
- Conway Tearle som Kaptein Nicholas Jeyes
- Vernon Steele som Francombe
- Templar Saxe som Lal Roper
- Arthur Donaldson som Vincent Bland